# Antigua Villa de los Guindos
La antigua Villa de los Guindos es una antigua villa de la comuna de Ñuñoa, Chile, creada el 17 de abril de 1895.

## Descripción
En sus inicios estaba rodeada de grandes terrenos agrícolas por todos sus costados (al norte: la chacra de Tobalaba de las monjas Agustinas; al oriente: la chacra La Reina de la familia Larraín, la chacra Peñalolén de Ana Vicuña Garmendia viuda de Rojas hasta 1812, luego de su abogado Juan Egaña y luego de don José Arrieta Perera y la chacra Lo Hermida de los herederos de don Diego Hermida; al surponiente: la chacra «Lo Plaza» de don Joaquín de la Plaza y Blanco de Laysequilla. Sus deslindes actuales aproximados serían los siguientes: por el poniente la actual avenida Francisco de Villagra (borde surponiente), la avenida Irarrázaval (borde norte) y la Avenida Circunvalación Américo Vespucio (borde oriente), resultando en una superficie de forma irregular (véase detalles en Figura 1). El extremo nororiente de esta figura irregular se ubica adyacente, avenida irarrázaval de por medio, a los terrenos de la actual Plaza Egaña.

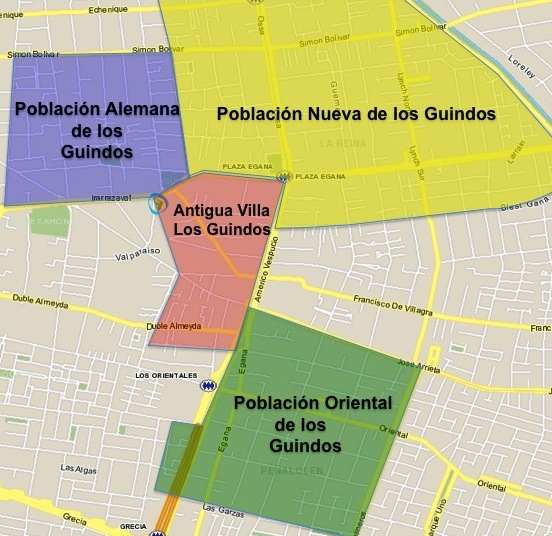
Figura 1: Esquema de la antigua Villa los Guindos y las poblaciones adyacentes.

## Historia
El origen de este predio se remonta a fines del siglo XVII, cuando don Juan Rodríguez de Aguirre lo adquirió por compra a don Diego Ponce en 1675. La chacra denominada posteriormente «de los Aguirre» permaneció en poder de dicha familia por varias generaciones hasta mediados del s. XIX en que sufre una intensa fragmentación.
Posteriormente, a fines del s. XIX e inicios del s. XX, se formaron en su entorno las siguientes poblaciones secundarias: Población Nueva de los Guindos derivada de la parcelación de la chacra Tobalaba, en su deslinde suroriente la llamada Población Oriental de los Guindos derivada de la chacra Peñalolén y junto a su límite norponiente la Población Alemana de los Guindos, antiguamente denominada chacra «Lo Campo».

## Poblaciones anexas
Tres poblaciones anexas a la villa surgieron con el transcurso de los años. La población nueva de los Guindos se originó por la hijuelación de la chacra colonial de Tobalaba (véase detalles en Población Nueva de los Guindos). La población Oriental se conformó a fines del s. XIX como una población esencialmente destinada para la clase obrera. Su origen se remonta a la chacra denominada Paredones perteneciente a la familia Egaña desde la primera mitad del s. XIX (antes fue de don Antonio Hermida). Finalmente la Población Alemana de los Guindos se originó en torno a la misma época siendo algunos de sus primeros pobladores, entre otros, varios profesores alemanes contratados por el Estado para incorporarse al recién fundado Instituto Pedagógico de la Universidad de Chile (véase detalles en Población Alemana de los Guindos).

## Modernidad
Aún subsisten ciertas huellas que han conservado el nombre del antiguo poblado: la actual Plaza de los Guindos (localización actual de la 18.ª Comisaría Ñuñoa), calle los Guindos en la Comuna de Peñalolén y un monolito del Club de Leones de los Guindos ubicado en la intersección de Avenida Irarrázaval con calle alcalde Monckeberg.